# Dimovo
Dimovo (bulgariska: Димово) är en ort i Bulgarien.   Den ligger i kommunen Obsjtina Dimovo och regionen Vidin, i den nordvästra delen av landet, 130 km norr om huvudstaden Sofia. Dimovo ligger 128 meter över havet och antalet invånare är 1 461.
Terrängen runt Dimovo är platt åt nordost, men åt sydväst är den kuperad. Dimovo ligger nere i en dal. Runt Dimovo är det ganska glesbefolkat, med 21 invånare per kvadratkilometer.. Närmaste större samhälle är Belogradtjik, 13,2 km söder om Dimovo.
Trakten runt Dimovo består till största delen av jordbruksmark.